# Bryggholmens naturreservat
Bryggholmens naturreservat är ett naturreservat på centrala delen av ön Bryggholmen i Enköpings kommun i Uppsala län.
Området är naturskyddat sedan 2006 och är 172 hektar stort. Reservatet består till stor del av ädellövskog, men även av fuktigare sumpskogar och tallskog.. 